# Il mistero di Sirio
Il mistero di Sirio (The Syrius Mystery) è un libro di Robert K. G. Temple, pubblicato negli Stati Uniti da St. Martin's Press nel 1976 e da Piemme in Italia nel 2001.

## Trama
Il libro presenta l'ipotesi che i Dogon avrebbero avuto un contatto con forme di vita aliene, provenienti da Sirio, e che questi ultimi resero possibili l'avvento dei faraoni nell'antico Egitto, la civilizzazione dell'antica Grecia e l'Epopea di Gilgameš. Temple considera possibile l'esistenza di una civiltà antica, avanzata e perduta, che contribuì all'improvvisa civilizzazione degli uomini sia in Egitto che in Sumeria. Noah Brosch scrisse nel suo libro Sirius Matters che il trasferimento culturale potrebbe aver avuto luogo tra gli astronomi francesi del XIX secolo e i Dogon durante le osservazioni dell'eclissi solare del 16 aprile 1893, guidata da Henri Deslandres e rimasta ferma per cinque settimane, ed è quindi ragionevole che durante questo periodo abbiano avuto luogo molti contatti con la gente del posto.
Tuttavia, sono stati sollevati alcuni dubbi sull'affidabilità del lavoro di Griaule e Dieterlein su cui è basato il libro, e sono state proposte spiegazioni alternative. Per esempio, l'antropologo Walter Van Beek, che studiò i Dogon dopo Griaule e Dieterlen, non trovò prove che l'astronomia fosse particolarmente importante nel loro sistema di credenze.
Altri, come la figlia di Marcel Griaule Geneviève Calame-Griaule e l'antropologo Luc de Heusch, giunsero a criticare il licenziamento di Van Beek come "politico" e crivellato di "speculazioni incontrollate", dimostrando una generale ignoranza della tradizione esoterica dei Dogon.

## Critica
Nel 1978, l'astronomo Ian Ridpath scrisse, in un articolo del Skeptical Inquirer, che "l'intera leggenda dogoniana di Sirius e dei suoi compagni è piena di ambiguità, contraddizioni e errori, almeno se proviamo a interpretarla alla lettera". Secondo Ridpath, i Dogon avrebbero acquisito dagli europei la conoscenza su Sirio e essa è stata probabilmente accertata attraverso la contaminazione culturale, probabilmente dallo stesso Griaule.. Dello stesso parere sono anche Carl Sagan, il quale ha trattato la questione nel suo libro Broca's Brain (1979), e James Oberg, il quale scrisse, nel suo UFO and Outer Space Mysteries (1982), che la conoscenza astronomica dei Dogon assomiglia a quella degli europei negli ultimi anni '20 e che essi potrebbero aver acquisito queste conoscenze proprio da loro, prima che la loro mitologia fosse registrata negli anni '30. Infatti, i Dogon non erano una tribù isolata, quindi non era nemmeno necessario che gli estranei li informassero riguardo Sirius B. Secondo Oberg, essi avrebbero potuto benissimo aver acquisito tale conoscenza all'estero, trasmettendola alla loro tribù in seguito. Tuttavia, Oberg ammette che tali asserzioni sono "del tutto circostanziali" e non hanno alcun fondamento in prove documentate.